# 네베·글리츠와 아스테르

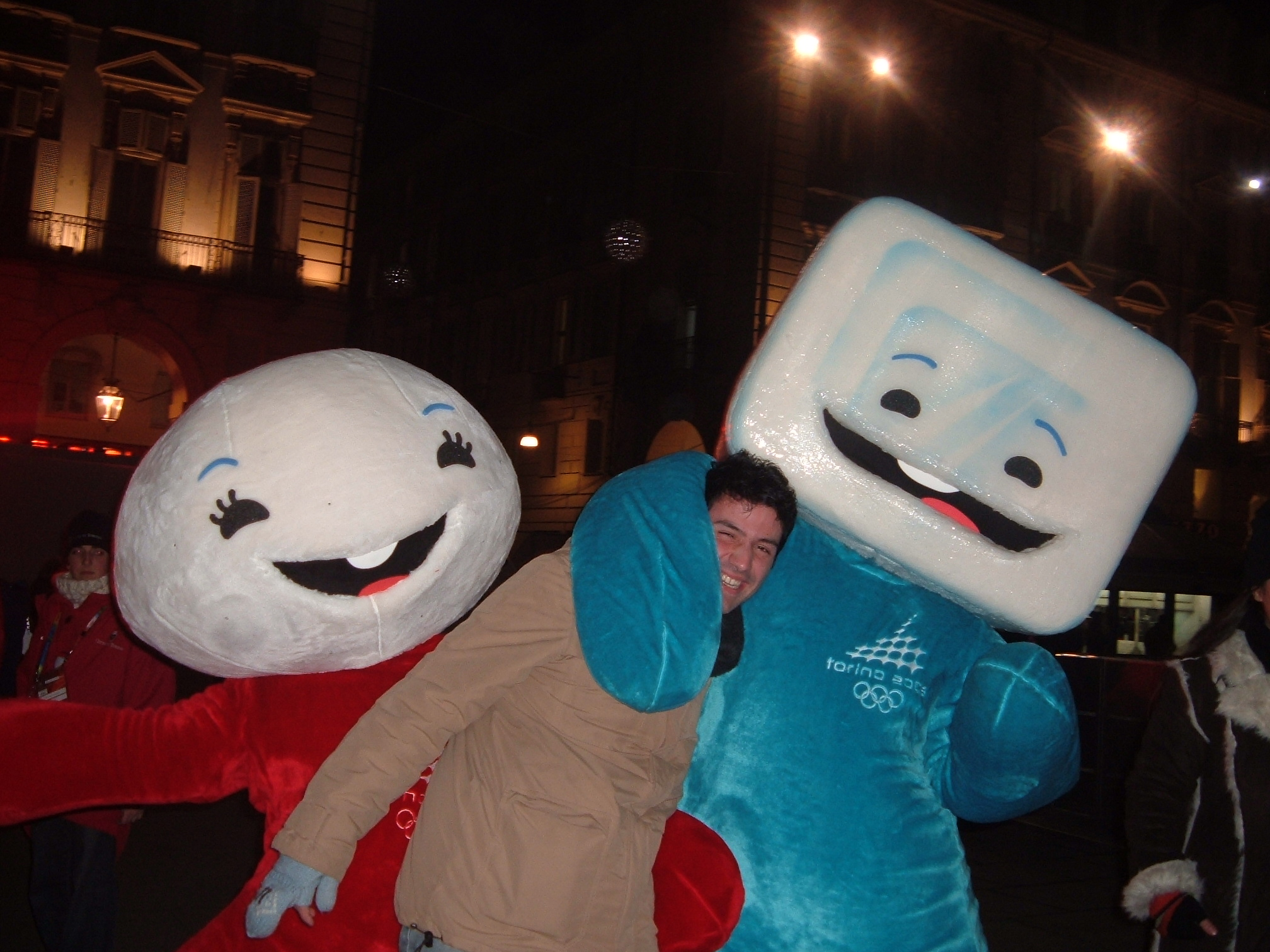
2006년 토리노 동계 올림픽 현장에 등장한 네베와 글리츠

네베와 글리츠(Neve and Gliz)는 2006년 토리노 동계 올림픽의 공식 마스코트, 아스테르(Aster)는 2006년 토리노 동계 패럴림픽의 공식 마스코트였다. 포르투갈의 디자이너인 페드루 알부케르크(Pedro Albuquerque)가 제작하였다.

## 상세
두 마스코트는 동계 올림픽에 있어 빠져서는 안 될 눈과 얼음을 상징화한 것으로, 그 이름은 각각 이탈리아어로 '눈'(Neve)과 '얼음'(Gliz, 기아초(Ghiaccio)의 준말)을 뜻한다. '네베'는 붉은색 옷을 입은 여자 눈송이 캐릭터로서 '부드러움, 친근함, 우아함'을 상징하고, '글리츠'는 푸른 옷을 입은 남자 얼음덩이 캐릭터로서 '열정과 기쁨'을 뜻하고 있다.
2006년 동계 올림픽의 공식 마스코트는 대회 조직위가 주최한 공모전을 거쳐 선정되었다. 마감기한인 2003년 5월 20일까지 총 237개의 도안이 조직위 앞으로 제출되었으며, 국제 심사위원단의 검정을 거쳐 그 중에서 다섯 개의 안이 후보로 선정되었고, 조직위 최고위원회의 비준을 거쳐 선발하게 되었다. 이후 대회 개막 500일을 앞둔 2004년 9월 28일, 알부케르크의 '네베와 글리츠'가 대회 공식 마스코트로 최종 선정되었다.
이후 조직위에서 알부케르크에게 올림픽 마스코트의 디자인을 따라 2006년 동계 패럴림픽에서 쓰일 마스코트의 제작도 의뢰하였다. 그 결과 '아스테르'(Aster)라는 패럴림픽 마스코트가 탄생하였다. 아스테르는 눈 결정을 캐릭터화한 것으로, '장애인 선수들의 투지·열정·용기'라는 패럴림픽의 이상을 전달하고자 하였다. 아스테르는 네베와 글리츠와는 달리 기본적으로 옷을 입고 있지는 않지만, 운동복을 착용한 모습일 경우 연두색 옷으로 드러내었다. 아스테르와 네베, 글리츠의 상징색을 모두 합하면 2006년 동계 패럴림픽의 로고 색상이 완성된다는 점도 있었다.